# Terontola
Terontola è una frazione di 1591 abitanti del comune di Cortona, la seconda dopo Camucia per numero di abitanti. È situata ai piedi della collina cortonese, al confine con i comuni di Castiglione del Lago e di Tuoro sul Trasimeno, che fanno parte dell'Umbria. Il suo vasto territorio, che rende Terontola una delle frazioni più estese del comune di Cortona, comprende molti nuclei abitati tra cui Terontola Alta (194 abitanti), Bivio Riccio (103), Cortoreggio (63), Farinaio (41).

## Infrastrutture e trasporti
La stazione di Terontola costituisce un nodo ferroviario di rilievo, in quanto la sua posizione strategica le consente di fungere da collegamento tra la linea storica Firenze-Roma e la linea per Perugia e Foligno, facendone un passaggio obbligato per tutti coloro che dall'Umbria vogliono raggiungere Firenze, Bologna e Milano. Risulta un passaggio obbligato anche per tutti coloro che vogliono andare a Roma venendo dalle zone del lago Trasimeno (mentre da Perugia in poi c’è il regionale veloce Perugia-Roma diretto che passa per Foligno per poi confluire lì nella Roma-Ancona).